# 조브레이커 (영화)
《조브레이커》(영어: Jawbreaker)는 1999년 개봉한 미국의 블랙 코미디 영화이다. 대런 스타인이 감독과 각본을 맡았다.

## 출연
- 로즈 맥가윈
- 리베카 게이하트
- 줄리 벤즈
- 주디 그리어
- 채드 크리스트
- 샬럿 아이아나
- 이선 에릭슨
- 팸 그리어
- 캐럴 케인
- 매릴린 맨슨
- 타티아나 알리
- 윌리엄 캣
- P. J. 솔스
- 제프 코너웨이
- 샌디 마틴

## 기타 제작진
- 공동 제작: 톰 콜웰
- 배역: 리사 비치, 세라 캐츠먼
- 미술: 제리 플레밍